# غوار (كليبر)
غوار هي قرية في مقاطعة كليبر، إيران. عدد سكان هذه القرية هو 452 في سنة 2006.